# Ключ Бедеєво
Ключ Беде́єво (рос. Ключ Бедеево, башк. Бәҙәйшишмә) — присілок у складі Нурімановського району Башкортостану, Росія. Входить до складу Красногорської сільської ради.
Населення — 100 осіб (2010; 103 у 2002).
Національний склад:
- марійці — 56 %

Стара назва — Ключ-Бедеєво.